# Eupithecia galapagosata
Eupithecia galapagosata es una especie de polilla de la familia Geometridae. La especie fue descrita por primera vez por Frederick Hastings Rindge habiendo sido descrita en 1995, con distribución en las islas Galápagos, una de trece especies Geometridae en las islas. El holotipo de la especie fue descrita en la isla Isabela a un costado del Volcán Darwin a una altura de 630 metros (2066,9 pies) de elevación.
Tiene gran parecido en su morfología genital con una especie de Chile, Eupithecia landryi.